# Torre Baró (Pont de Montanyana)
Torre Baró és un despoblat del municipi d'El Pont de Montanyana, a la comarca de l'Alta Ribagorça, actualment dins de la província d'Osca.